# Elecciones presidenciales de Comoras de 2024
Las elecciones presidenciales de 2024 se realizaron en Comoras el domingo 14 de enero de 2024.Los funcionarios electorales dijeron el 16 de enero que el actual presidente Azali Assoumani había sido reelegido con el 62,97% de los votos. 

## Sistema electoral
Hasta 2018, la presidencia de Comoras rotaba entre las tres islas principales del país; Anjouan, Gran Comora y Mohéli. Las elecciones de 2010 se limitaron a candidatos mohélianos y en las elecciones de 2016 participaron candidatos de Gran Comora. En las próximas elecciones presidenciales se habría elegido un presidente de Anjouan.
Sin embargo, en un referéndum constitucional celebrado en julio de 2018, los votantes aprobaron enmiendas constitucionales que eliminaron el sistema de rotación e instituyeron un sistema estándar de dos vueltas en el que un candidato debe recibir la mayoría de los votos en la primera vuelta para ser elegido, con una segunda vuelta. se celebrará si ningún candidato logra ganar en la primera vuelta. Los cambios también adelantaron las próximas elecciones presidenciales a 2019 y permitieron al actual presidente Azali Assoumani postularse para un segundo mandato.
El referéndum provocó protestas violentas y un levantamiento armado en Anjouan en octubre de 2018, que fue detenido por los militares después de varios días.

## Resultados
|                             | Azali Assoumani             | CRC                                   | 92.541  | 57.02 |  |  |
|                             | Salim Issa Abdillah         | Juwa                                  | 19.325  | 11.07 |  |  |
|                             | Mohamed Daoudou             | Partido Naranja                       | 17.854  | 10.23 |  |  |
|                             | Bourhane Hamidou            | Independiente                         | 17.569  | 10.06 |  |  |
|                             | Mouigni Baraka              | Agrupación Democrática de las Comoras | 17.497  | 10.02 |  |  |
|                             | Aboudou Soefou              | TSASI                                 | 2.796   | 1.60  |  |  |
|                             |                             |                                       |         |       |  |  |
| Votos emitidos              | Votos emitidos              | Votos emitidos                        | 174.582 | 91.26 |  |  |
| Votos en blanco o invalidos | Votos en blanco o invalidos | Votos en blanco o invalidos           | 16.715  | 8.74  |  |  |
| Total                       | Total                       | Total                                 | 191.297 | 100   |  |  |
| Participación               | Participación               | Participación                         | 338.940 | 56.44 |  |  |